# Eien no 831
Eien no 831 (Nhật: 永遠の831) là một bộ phim hoạt hình điện ảnh được đạo diễn bởi Kenji Kamiyama và được sản xuất bởi Craftar. Phim được công chiếu lần đầu trên Wowow vào tháng 1 năm 2022 và được công chiếu tại các rạp vào tháng 3 năm 2022.

## Nhân vật
Suzushirō Asano (浅野 スズシロウ Asano Suzushirō)
Lồng tiếng bởi: Soma Saito
Nazuna Hashimoto (橋本 なずな Hashimoto Nazuna)
Lồng tiếng bởi: M.A.O
Seri Agawa (亜川 芹 Agawa Seri)
Lồng tiếng bởi: Kazuyuki Okitsu
Akina (アキナ)
Lồng tiếng bởi: Yōko Hikasa
Murotoa (室戸)
Lồng tiếng bởi: Akio Ohtsuka
Sugoroku (双六)
Lồng tiếng bởi: Takatsugu Awazu
Older Sakata twin brother (坂田兄弟（兄）)
Lồng tiếng bởi: Takayuki Kondō
Younger Sakata twin brother (坂田兄弟（弟）)
Lồng tiếng bởi: Ryōta Iwasaki
Donki (ドンキ)
Lồng tiếng bởi: Seiichirō Yamashita
Kyōko Kagami (各務 恭子 Kagami Kyōko)
Lồng tiếng bởi: Rei Igarashi

## Sản xuất và phát hành
Phim được công bố vào ngày 3 tháng 8 năm 2021, trùng với dịp kỷ niệm 30 năm thành lập Wowow. Bộ phim được đạo diễn bởi Kenji Kamiyama và do hãng Craftar sản xuất. Phần âm nhạc do Go Shiina sản xuất. Phần phim đặc biệt được công chiếu trên Wowow vào ngày 30 tháng 1 năm 2022. Bài hát chính thức của phần đặc biệt có tên "Hitohira no Mirai", được trình bày bởi Angela. Trong khi bài hát dạo đầu có tên "Kingyo Bachi", do KanoeRana trình bày. Sau buổi công chiếu trên truyền hình, có thông báo rằng phần đặc biệt cũng sẽ được công chiếu tại các rạp ở Nhật Bản vào ngày 18 tháng 3 năm 2022.